# Betsiel Hernández
Areli Betsiel Hernández Huerta (ur. 22 grudnia 1994 w Rioverde) – meksykański piłkarz występujący na pozycji lewego obrońcy, od 2024 roku zawodnik Tijuany.